# Roland Pavloski
Roland Pavloski (* 4. März 1973 in Birsfelden) ist ein Schweizer Basketballtrainer.

## Laufbahn
Der 1,80 Meter grosse Pavloski spielte beim CVJM Birsfelden (von 1985 bis 1996) sowie beim BC Arlesheim (1996 bis 2002), teils in der zweithöchsten Spielklasse der Schweiz. Zudem engagierte er sich ab 1998 in Arlesheim als Jugendtrainer und war von 1992 bis 1995 Trainer der Damenmannschaft vom CVJM Riehen. 2002 war er Mitbegründer der Starwings Basket Regio Basel, die aus dem Zusammenschluss aus BC Arlesheim und CVJM Birsfelden entstanden. Ab 2002 war er Assistenztrainer bei den Starwings, in der Saison 2002/03 fungierte er zeitweilig interimistisch auch als Cheftrainer.
Nach zehn Jahren als (teils auch spielender) Co-Trainer wurde ihm 2012 das Cheftraineramt in Basel übertragen, im Februar 2013 trat er zurück, um sich verstärkt seinem Informatikstudium zu widmen. In der Saison 2013/14 war Pavloski als Jugendtrainer sowie als Technischer Leiter für die Starwings aktiv, um zur Saison 2014/15 auf den Baseler Cheftrainerposten in der Nationalliga zurückzukehren. Anfang Dezember 2018 wurde sein Vertrag in Basel nach einem Saisonauftakt mit neun Niederlagen in Folge aufgelöst. 2023 übernahm der als Informatiker tätige Pavloski das Traineramt beim Basketballclub Arlesheim in der dritthöchsten Liga der Schweiz.